# فرودگاه بین‌المللی الینگتون (تگزاس)
فرودگاه بین‌المللی الینگتون (تگزاس) (به انگلیسی: Ellington International Airport (Texas)) یک فرودگاه همگانی و نظامی بهره‌برداری هوایی با کد یاتا EFD است که یک باند فرود بتن دارد و طول باند آن ۲۴۳۹ متر است. این فرودگاه در شهر هیوستون کشور ایالات متحده آمریکا قرار دارد و در ارتفاع ۱۰ متری از سطح دریا واقع شده است.